# Rio Ghebanul
O Rio Ghebanul é um rio da Romênia, afluente do Râşnoava, localizado no distrito de Braşov.